# 龐紹統
龐紹統，山西省汾州府介休縣人，清朝政治人物、同進士出身。
光緒十二年（1886年），参加光緒丙戌科殿試，登進士三甲73名。同年五月，著交吏部掣签，分发各省以知县即用。